# قرار مجلس الأمن التابع للأمم المتحدة رقم 2082

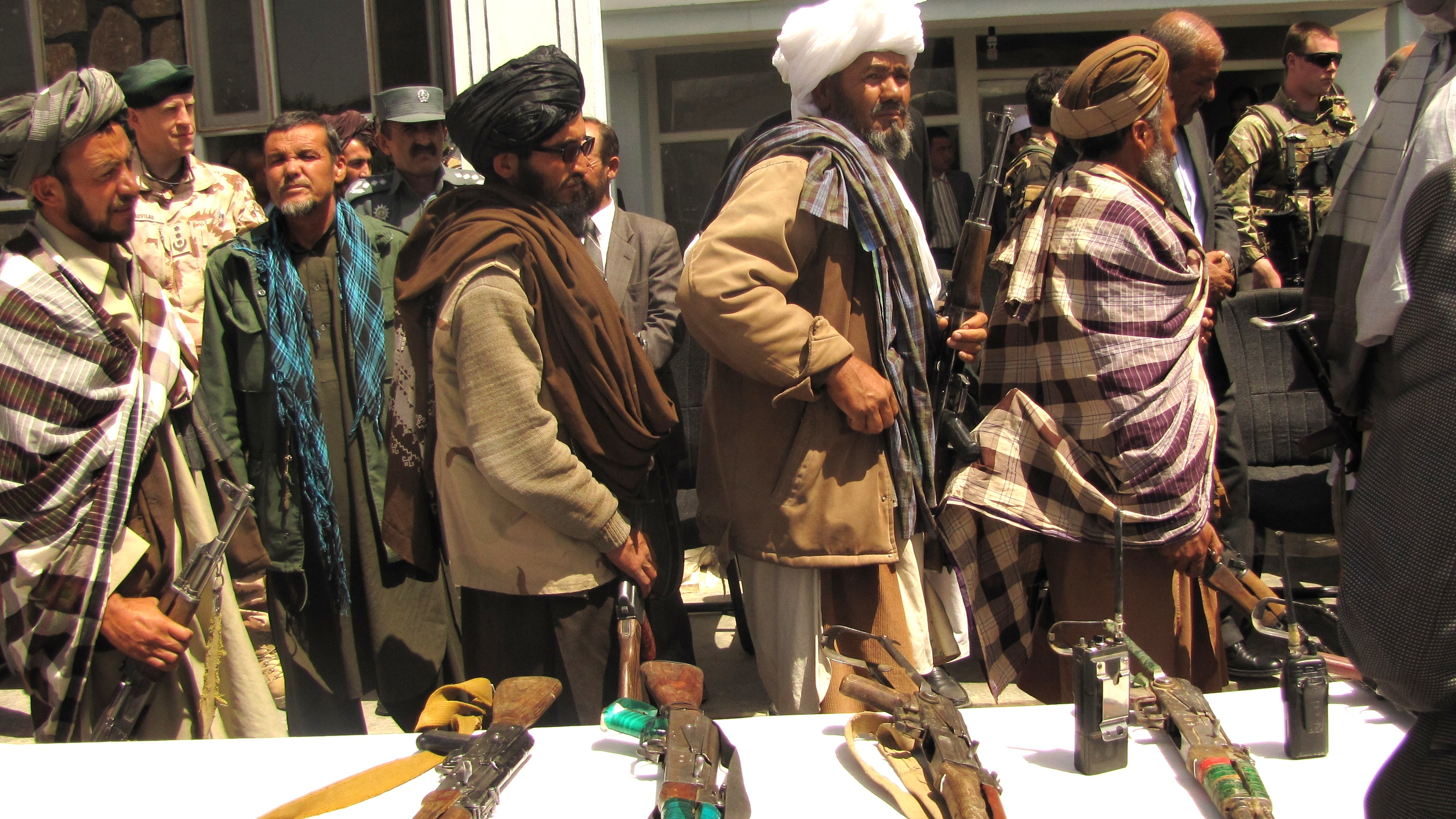
مقاتلون سابقون من طالبان يُسلمون أسلحتهم للسلطات في ولاية غور بأفغانستان، مايو 2012.

قرار مجلس الأمن التابع للأمم المتحدة رقم 2082، المتخذ بالإجماع في 17 ديسمبر 2012.

## روابط خارجية
- نص القرار في undocs.org